# 小鹿野町営バス

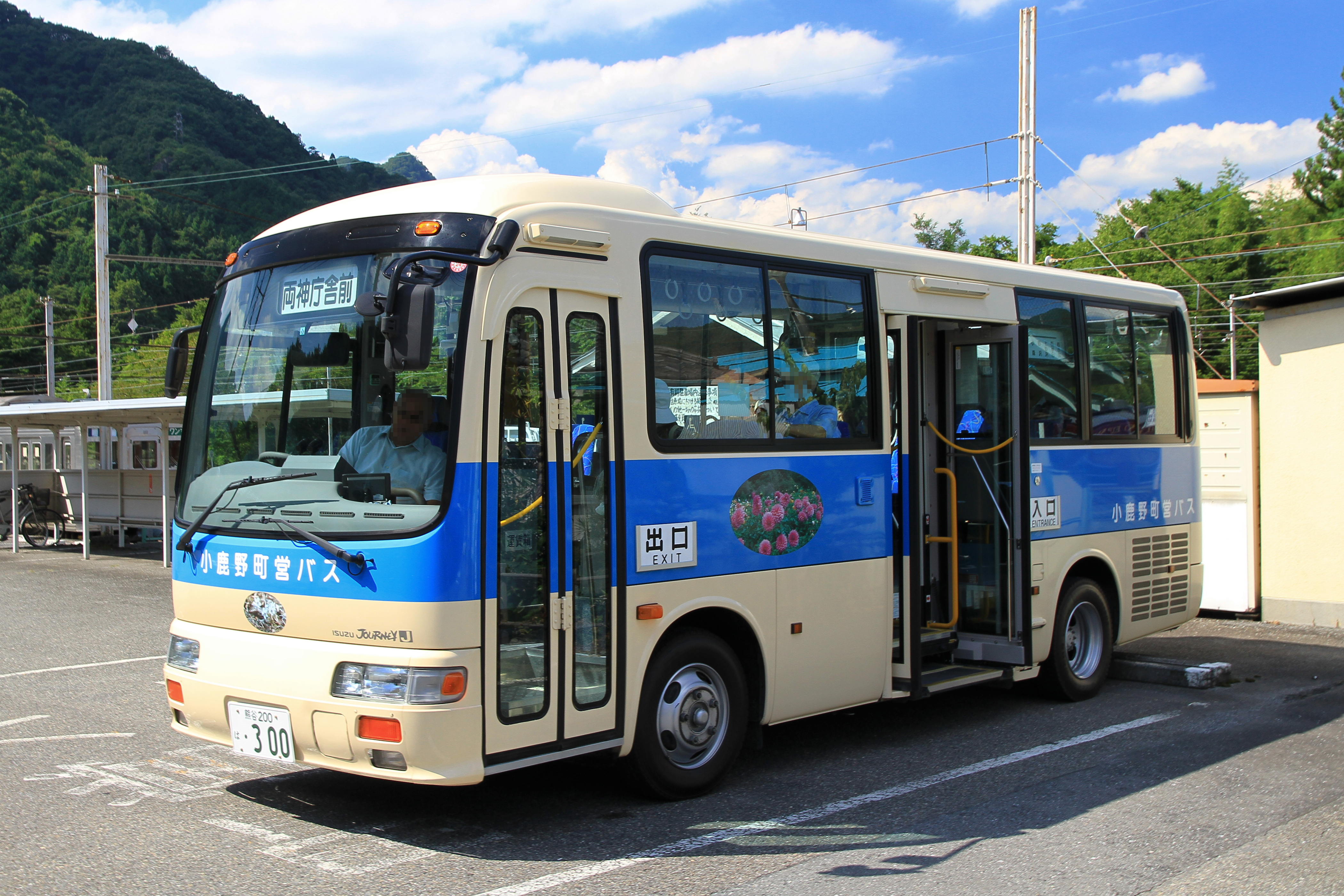
小鹿野町営バスの車両
いすゞ・ジャーニーJ
（三峰口駅前にて、2012年8月）

小鹿野町営バス（おがのちょうえいバス）は、埼玉県秩父郡小鹿野町が運行するコミュニティバス（自治体バス）。2005年10月1日の小鹿野町と旧両神村の合併時に、旧両神村営バスを統合した。路線の一部は秩父市市街地と秩父市荒川地域にもバス停留所がある。
1960年代当時「西武自動車」と称していた西武バスが、小鹿野・両神地区の路線を持っていた。三峰口駅と小鹿野町役場を結ぶ三峰口線はもともと西武自動車の路線だったが、その後の過疎化とモータリゼーションの進展により1972年に廃止され、その廃止代替バスとして当時の両神村が運行開始したものである。なお、西武バス秩父営業所を分社化した西武観光バス秩父営業所は、現在も小鹿野町内に路線を持っている。

## 現行路線

### 西武秩父駅線

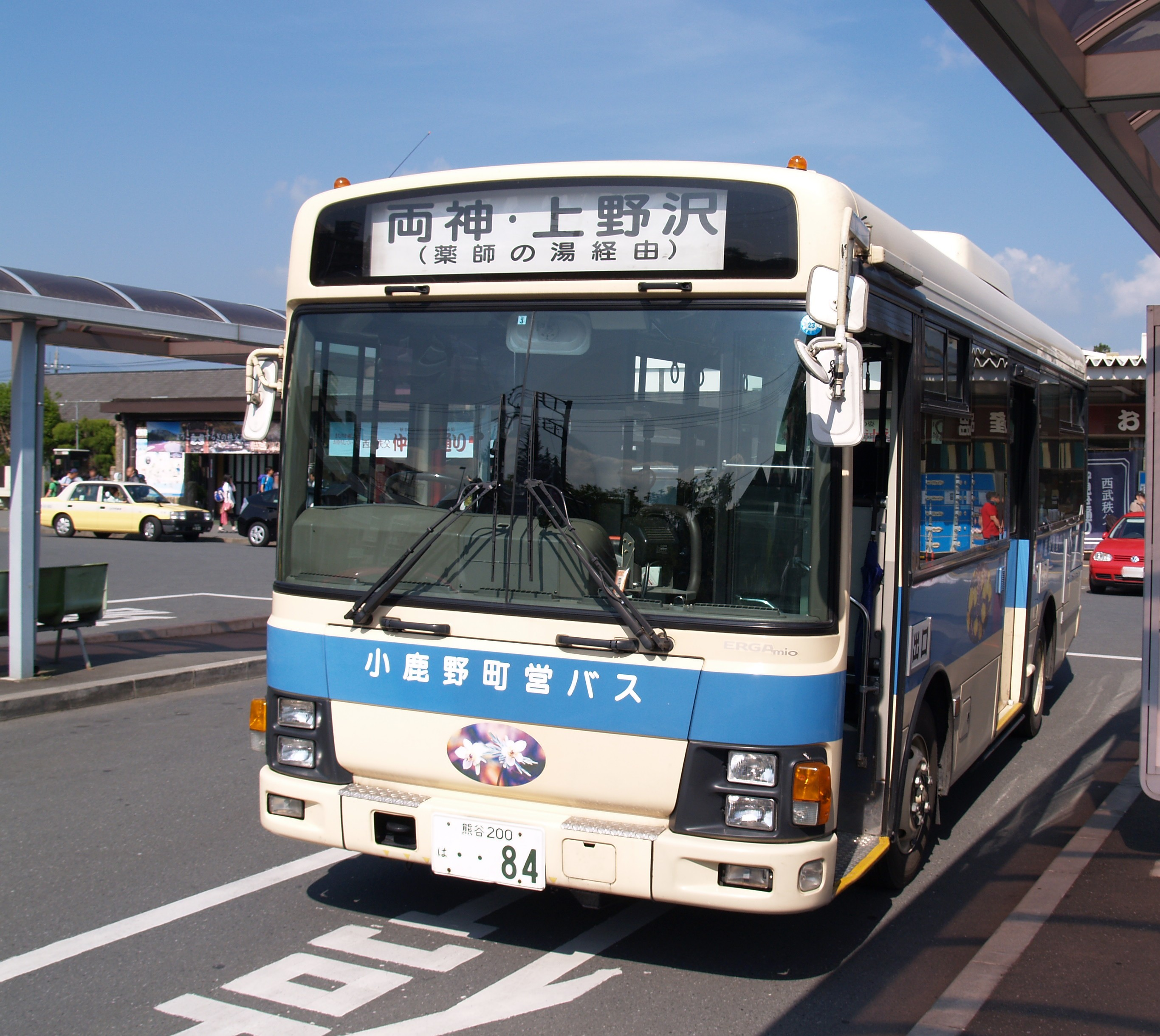
西武秩父駅線の中型車
いすゞ・エルガミオ
（西武秩父駅前にて、2010年6月）

- 西武秩父駅 - 秩父病院前 - 巴町 - ミューズパーク南口 - 長若番場 - 長若中学校前 - 般若の丘 - 古洞 - 小鹿野警察署前 - 小鹿野町役場 - 町立病院前 - 小鹿野 - 両神農協前 - 美女ヶ平 - 両神庁舎 - 両神郵便局前 - 両神温泉薬師の湯
- 小鹿野町役場 - 町立病院前 - 小鹿野 - 両神農協前 - 美女ヶ平 - 両神庁舎 - 両神郵便局前 - 両神温泉薬師の湯

### 白井差口線
- 小鹿野町役場 - 町立病院前 - 小双里 - 小鹿野 - 両神農協前 - 美女ヶ平 - 両神庁舎 - 両神郵便局前 - 両神温泉薬師の湯 - 小森 - 堂上 - 川塩 - 煤川 - 丸神の滝入口 - 白井差口
- 小鹿野町役場 - 町立病院前 - 小双里 - 小鹿野 - 両神農協前 - 美女ヶ平 - 両神庁舎 - 両神郵便局前 - 両神温泉薬師の湯
- 両神庁舎 - 両神郵便局前 - 両神温泉薬師の湯 - 小森 - 堂上 - 川塩 - 煤川 -　丸神の滝入口 - 白井差口

### 日向大谷・三峰口線
- 三峰口駅 - 二小前 - 荒川園入口 - 大指 - 上野沢 - 白沢 - 小森 - 両神温泉薬師の湯 - 両神郵便局前 - 両神庁舎 - 大平 - 牛房 - 浦島口 - 沼里 - 出原上 - 日向大谷口
- 両神温泉薬師の湯 - 両神郵便局前 - 両神庁舎 - 大平 - 牛房 - 浦島口 - 沼里 - 出原上 - 日向大谷口
- 三峰口駅 - 二小前 - 荒川園入口 - 大指 - 上野沢 - 白沢 - 小森 - 両神温泉薬師の湯 - 両神郵便局前 - 両神庁舎

## 車両
車両はすべて小鹿野町の所有で、自家用バス（白ナンバー）である。
- 現行車両（路線車）
  - 三菱ふそう・エアロミディMJ
  - いすゞ・エルガミオ
  - いすゞ・ジャーニーJ（日野・リエッセOEM）
  - トヨタ・レジアスエース（ハイエース姉妹車）
- 現行車両（貸切車）
  - 日野・レインボー
- 過去の車両（路線車）
  - 日産・シビリアン

## 参考資料
- 小鹿野町営バス路線図、小鹿野町営バス時刻表（2011年10月1日改正、2013年3月28日閲覧）
- 西武観光バス秩父営業所 2014 秩父地域ルートマップ（2014年4月1日現在）
- 西武観光バス秩父営業所 2015 秩父地域ルートマップ（2015年4月1日現在）